# 80 cm Kanone (E) Schwerer Gustav
Pour les articles homonymes, voir Dora.
Schwerer Gustav (« Lourd Gustav ») est le nom d'un canon d'artillerie de très gros calibre monté sur voie ferrée et fabriqué en deux exemplaires pour l'armée allemande (Wehrmacht) durant la Seconde Guerre mondiale.
Faisant suite aux canons à longue portée, comme les Pariser Kanonen expérimentés lors de la Première Guerre mondiale, ils ont été développés et fabriqués par la firme allemande Krupp AG durant les années 1936-1941 sous le nom officiel de « 80 cm Kanone (E) Schwerer Gustav ».

## Historique
À partir de 1928, la France construisit la ligne Maginot pour se protéger d'une invasion par l'Allemagne. Le cuirassement des ouvrages de cette ligne était prévu pour résister à des impacts directs d'obus les plus puissants de la Première Guerre mondiale, de type grosse Bertha, qui pesaient près d'une tonne (calibre 420 mm). Hitler demanda à Krupp de développer un canon capable de venir à bout de ces fortifications. Trois projets furent menés, avec des calibres de 600, 800 et 1 000 mm.
En 1937 commença le développement de l'arme de 800 mm, nommée Schwerer Gustav (« Gustave le lourd », en hommage au directeur de la firme) dont deux exemplaires furent commandés. Le premier, livré en 1941, fut baptisé Dora par les artilleurs (prénom de la fille aînée de son concepteur).
À ce moment la ligne Maginot était aux mains des nazis, les forts belges de Liège avaient été vaincus et l'assaut contre Gibraltar reporté sine die après le refus de Franco. Les canons se trouvèrent sans cible potentielle. C'est le déclenchement de l'opération Barbarossa, l'invasion de l'URSS, et surtout la volonté du dictateur de pousser vers le Caucase, qui lui donneront la forteresse de Sébastopol pour cible,.
Dora, acheminée en pièces détachées, n'a tiré par exemple que 48 projectiles en juillet 1942, qui détruisirent un dépôt de munitions russe abrité sous 30 mètres de rocher et plusieurs forts soviétiques.
Le canon est visible, en train de tirer plusieurs coups, dans les actualités hebdomadaires allemandes (Die Deutsche Wochenschau) diffusées dans les cinémas à partir du 1er juillet 1942 (n 617), et dont la seconde partie dépeint justement l'avancée du siège de Sébastopol.
Le deuxième Gustav ne fut jamais utilisé. Remisés et abrités, les deux canons furent détruits par les Allemands en 1945, lors de la débâcle du Reich.

## Munitions

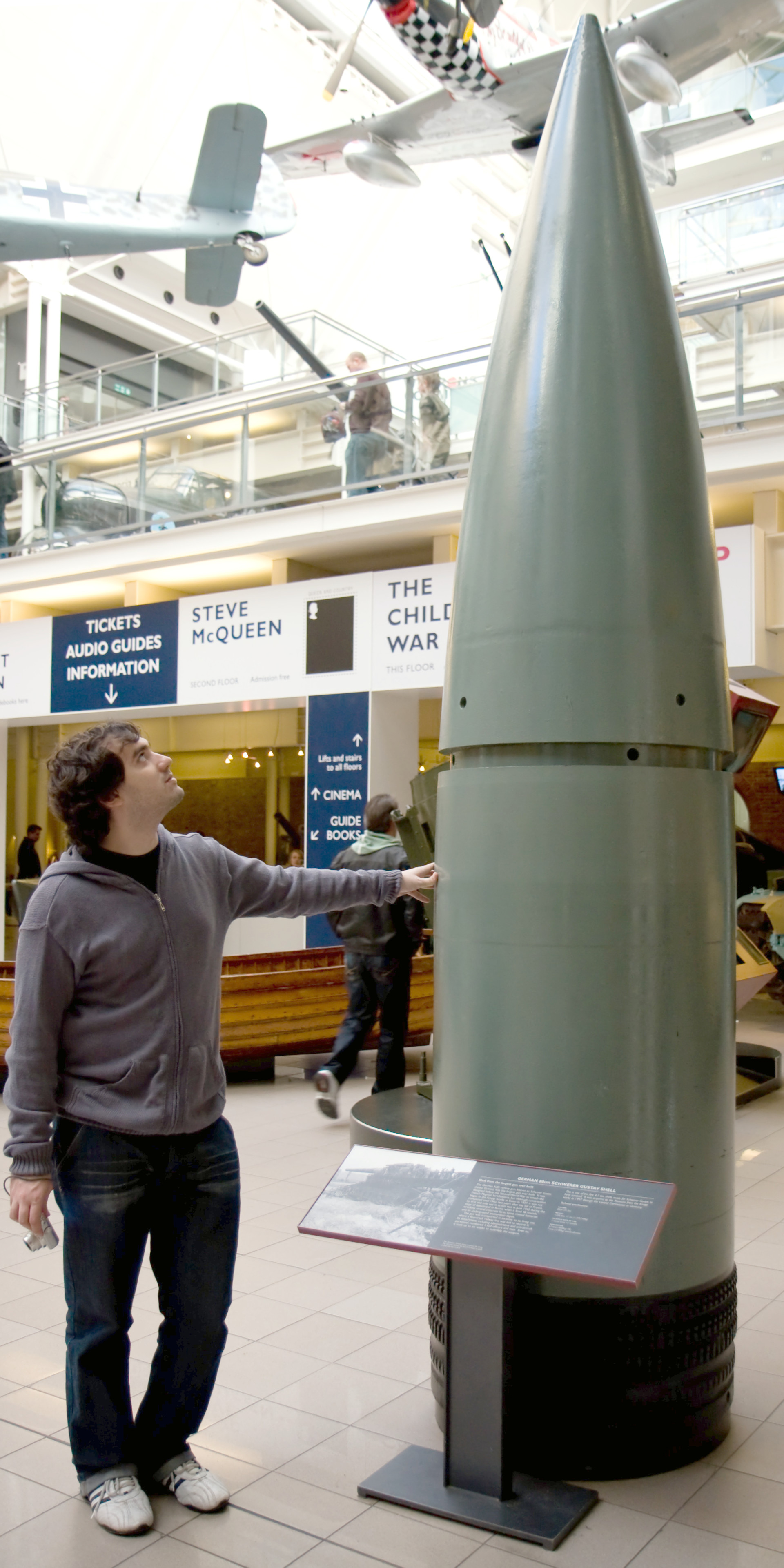
L'obus de 800 mm à l'Imperial War Museum de Londres.

La dimension des obus est de 0,8 × 3,75 m (longueur variable selon le type). La durée de vie de l'âme du canon est de 300 coups environ.
Les munitions anti-blindages ont une masse de 7,1 tonnes et une portée de 38 km pour une pénétration variable : acier : 1 m, béton armé : 7 m, béton : 10 m et terre : 30 m. Les obus explosifs ont une masse de 4,8 tonnes et une portée de 47 km.

## Musée
Une maquette du canon Dora est exposée au musée de la voie ferrée (Spoorwegmuseum) d'Utrecht (Pays-Bas), à noter : les deux voies ferrées et l'échelle des personnages. Un obus du canon Dora exposé à côté d'un char soviétique T-34 se trouve à l'Imperial War Museum de Londres.

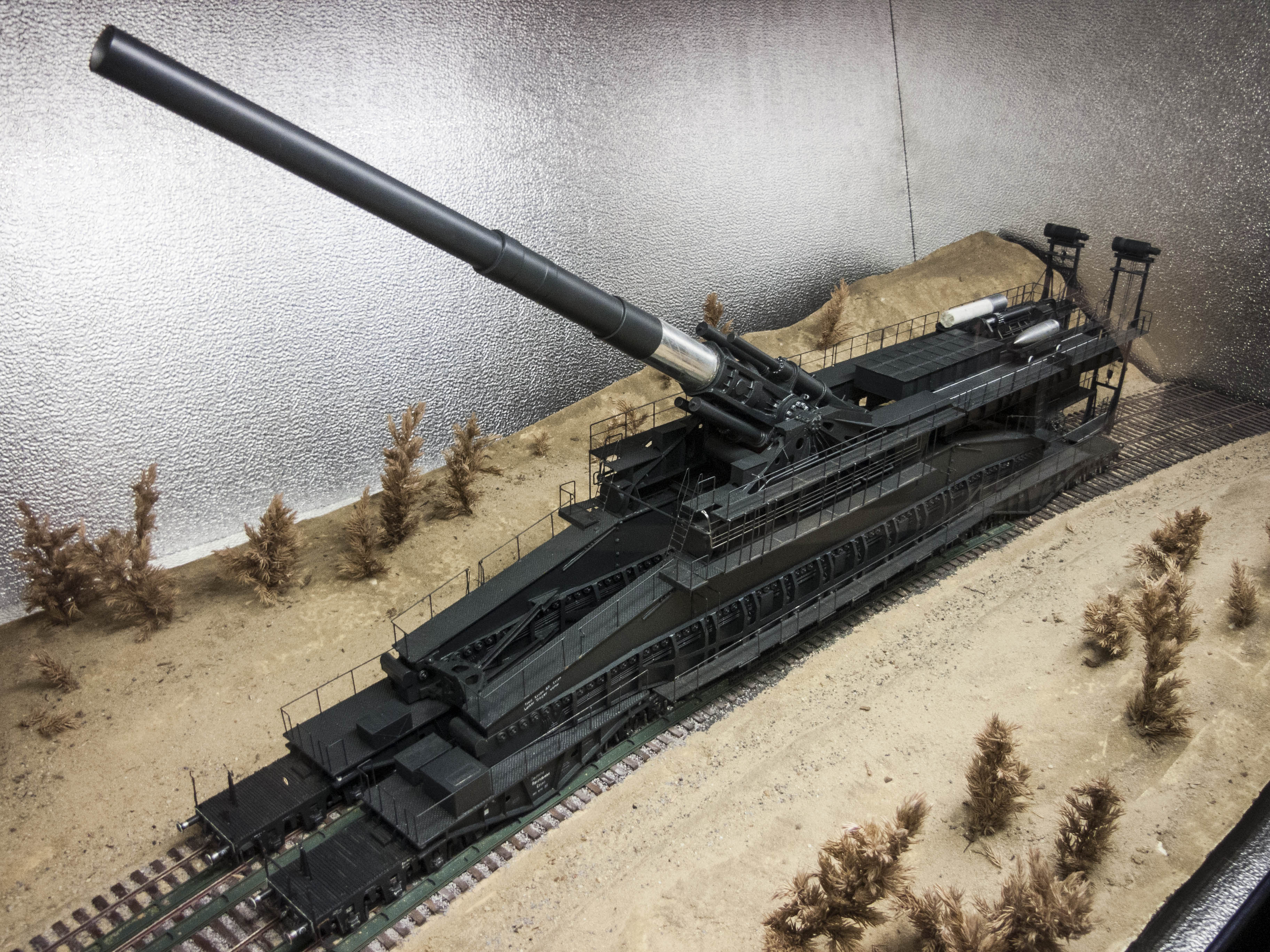
Maquette de Dora exposée au Militärhistorisches Museum der Bundeswehr (en) à Dresde.
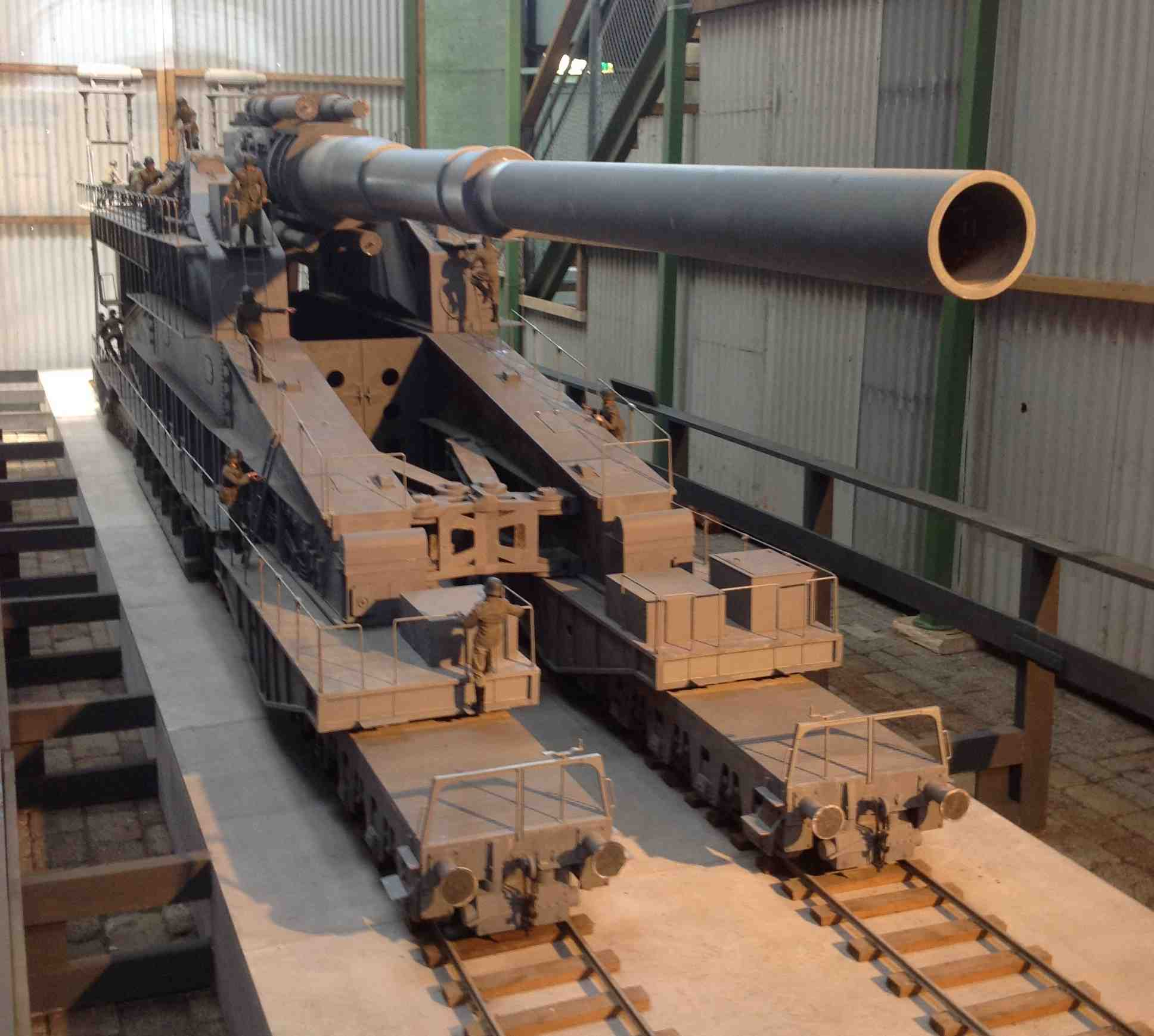
La maquette du canon exposée au musée d'Utrecht.
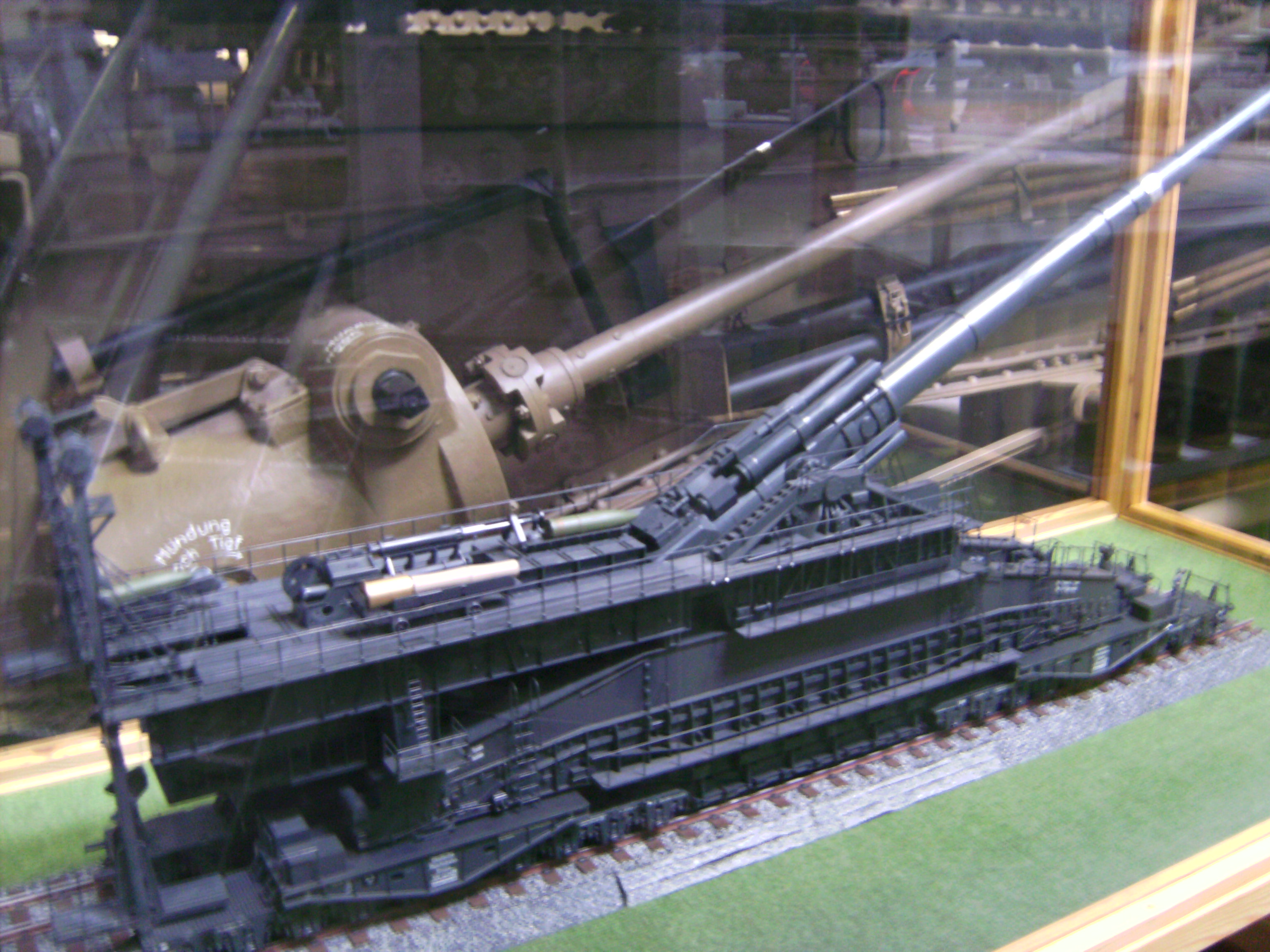
Maquette du canon exposée au Wehrtechnische Studiensammlung Koblenz.
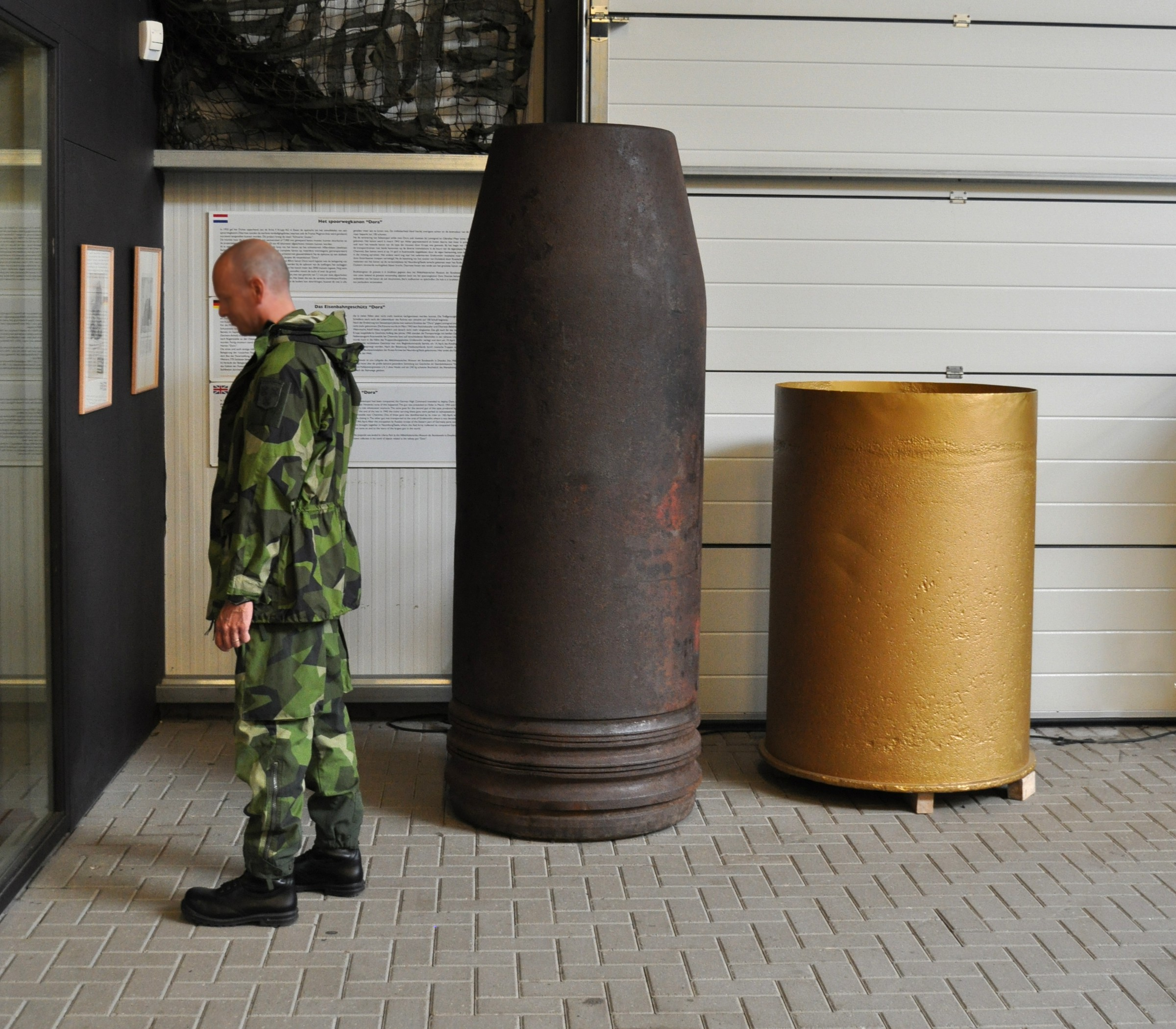
Une ogive dépourvue de sa cloche, tête percutante et explosive, et une douille du canon Krupp de 800 mm.

## Dans la culture populaire

Comparaison entre le canon Dora de 800 mm, un lanceur SS-21 Scarab (en rouge) et deux hommes de même taille se tenant debout.

### Télévision
- Le canon est cité dans la série télévisée Breaking Bad (saison 1, épisode 7).

### Bande dessinée et manga
- Un canon ferroviaire ressemblant à Dora est au centre de l'intrigue d'un album de Yoko Tsuno, « Le Canon de Kra », mais il est de dimensions plus réduites : il a un calibre de 500 mm et ne nécessite qu'une seule voie ferrée. Il est en revanche capable de tirer des obus nucléaires. Ce qui le rapproche également du M65 Atomic Cannon.
- Dans l'anime japonais Brave Witches, les canons Gustav et Dora sont au centre de l'intrigue des épisodes 11 et 12, lors desquels ils sont utilisés par les Witches (sorcières) du « 502nd Joint Fighter Wing » pour combattre l'ennemi Neuroi[4].
- Dans le manga Gunnm de Yukito Kishiro, bien que cela soit sous un autre nom, à savoir le « Canon Heng ».
- Dans l'anime japonais Dies Irae, le canon Gustav apparaît dans l'épisode 16, invoqué par Eleonore Von Wittenburg.
- Dans le jeu de carte Yu-Gi-Oh! il existe un ensemble de trois cartes représentant peu ou prou le "Dora"
- Dans l'anime japonais 86: Eighty-Six, le "Morpho", un canon très ressemblant au "Dora" est utilisé par la Légion contre les États voisins. Il utilise le même calibre et se déplace sur rails.

### Jeux vidéo
Ce canon est présent dans les jeux vidéo suivants :
- dans Wolfenstein: Enemy Territory sur la map « Railgun » ;
- dans The Darkness dans le niveau de l'Outre-monde où il est la représentation du Cavalier de l'Apocalypse Guerre ;
- dans Company of Heroes 2 où il est utilisable en soutien ;
- dans Medal of Honor ;
- dans Call of Duty: World War II en tant que map multijoueur « Canon Gustav » où les joueurs s'affrontent en Crimée, le canon siégeant au centre de la map[5] ;
- dans World of Tanks sur la map « Steppes ».